# Sección Arroyo Crecido
Sección Arroyo Crecido är en ort i Mexiko.   Den ligger i kommunen San Felipe Jalapa de Díaz och delstaten Oaxaca, i den sydöstra delen av landet, 300 km sydost om huvudstaden Mexico City. Sección Arroyo Crecido ligger 111 meter över havet och antalet invånare är 242.
Terrängen runt Sección Arroyo Crecido är varierad, och sluttar österut. Runt Sección Arroyo Crecido är det ganska glesbefolkat, med 39 invånare per kvadratkilometer. Närmaste större samhälle är Isla Soyaltepec, 13,7 km norr om Sección Arroyo Crecido. Omgivningarna runt Sección Arroyo Crecido är en mosaik av jordbruksmark och naturlig växtlighet.